# Holvense beek
De Holvense beek is een riviertje van slechts enkele kilometer lengte, dat ontspringt nabij het Belgische plaatsje Overpelt in de provincie Limburg, in een moerasgebied, 't Plat genaamd, in het gehucht Holheide. De beek loopt in noordoostelijke richting en neemt nog de Winnerloop en de Gortenloop op, om nabij Neerpelt in de Dommel uit te monden.
Op de Ferrariskaart uit de jaren 1770 wordt het riviertje weergegeven als Holvensche Beeck, in een nog ongecultiveerd gebied. Vlakbij ontstond later het gehucht Holven.